# Robert Whitaker McAll

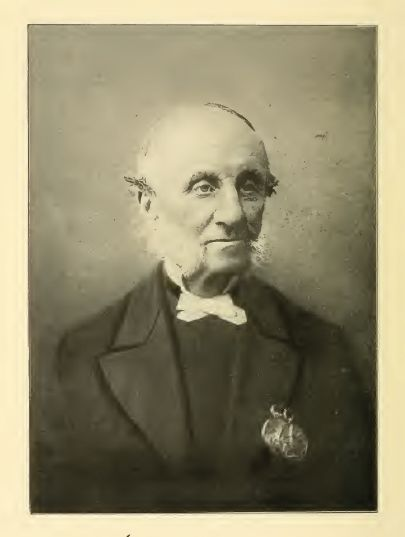
Robert Whitaker McAll

Robert Whitaker McAll (* 17. Dezember 1821 in St Ives, Vereinigtes Königreich; † 18. Mai 1893 in Paris, Frankreich) war ein britischer kongregationalistischer Prediger, der ab 1871 unter Arbeitern in Paris tätig war und die Mission populaire évangélique gründete, die 1893 136 Lokale in 57 Städten Frankreichs hatte.

## Leben
Seine Eltern waren der methodistische Pastor Robert Stephens McAll und Sarah Whitaker. McAll verbrachte seine Kindheit in Macclesfield in Cheshire. Er wollte zuerst Architekt werden, studierte aber dann doch Theologie am Lancashire Independent College und am Whalley Range College in Manchester. Von 1848 bis 1855 war er als Pastor einer kongregationalistischen Kirchengemeinde in Sunderland tätig, anschließend bis 1866 in gleicher Funktion in Leicester. Nach kürzerer Tätigkeit in Manchester und in Birmingham ging er 1869 nach Hadleigh.
Im August 1871 reiste er mit seiner Frau nach Paris, um gleich nach der Niederschlagung der Pariser Kommune den Arbeitern das Evangelium der Freiheit zu predigen und gegen Alkoholismus und häusliche Gewalt vorzugehen. Dabei wurde er aufgefordert, dauerhaft als Pastor in den Pariser Arbeitervierteln zu arbeiten. Er kehrte nur kurz nach England zurück, um sich im November 1871 im Arbeiterviertel Belleville niederzulassen. In Bistros, von Autos und mobilen Bauten aus, den sogenannten semeuses, erklärte er auf verständliche Art die Bibel und betete mit den Interessierten. Hier gründete er auch 1872 die Mission aux Ouvriers de Paris, die bald Niederlassungen in anderen französischen Städten gründete und 1879 in Mission populaire évangélique umbenannt wurde. Innert 20 Jahren konnten in mehr als 50 Städten über 100 Lokale für die Réunions populaires dieser fraternité gegründet werden. Die Versammlungen bestanden oft aus einer evangelistischen Predigt an ein eher entchristlichtes Publikum und aus sozialen Aktionen zur Verbesserung der prekären Lebensbedingungen, die auch durch ausländische Spenden mitfinanziert wurden. Durch Veränderung der sozialen Bedingungen sollten Menschen für die rettende Botschaft des Evangeliums von Jesus Christus sensibilisiert und gewonnen werden. Da diese Form von Protestantismus im Gegensatz zum Katholizismus neu und nicht mit politischer Macht verknüpft war, hatte die Mission einen guten Ruf bei weiten Teilen der Bevölkerung. Bei McAlls Tod 1893 gab es 136 Niederlassungen in 57 Städten, wovon allein 43 im Großraum Paris waren. Die Schriften La bonne Nouvelle (deutsch: die gute Neuigkeit) und Le bon Messager (Der gute Bote) wurden herausgegeben.
Die Mission populaire évangélique gründete auch nach dem Tod von McAll weitere Gemeinschaften und richtete Ferienkolonien ein. Sie verstand sich nie nur als Kirche, aber auch nicht nur als diakonisches oder Sozialwerk. Sie ist auch im 21. Jahrhundert noch aktiv, jedoch haben politische und gesellschaftliche Entwicklungen Vorgehensweisen und Tätigkeitsbereiche verändert.

## Privates
McAll war seit 1847 mit Elizabeth Siddall Hayward verheiratet.

## Auszeichnungen und Preise (Auswahl)
- 1892: Legion of Honour,
- 1879: Medaille der Société nationale d’encouragement au bien
- 1880: Medaille der Société libre d’Instruction et d’Éducation Populaires

## Schriften
- Sermon on 1 Cor. 10, 11, 1853
- The last disp Sanctified Remembrance. A sermon on Heb. 13,7 preached ... on occasion of the death of the Rev. T. Stratten, 1854
- Ten lectures addressed to the working classes, Lyceum, Sunderland 1854
- Letter and Symbol; a lecture on the Personal Reign theory delivered in Ebenezer Chapel, Sunderland.
- The American churches and the McAll mission, 1883
- La vie et l'œuvre de Robert-W. Mac-All : fondateur de la mission populaire évangélique de France ; fragments et souvenirs, 1898

## Lieder
R. Saint-Hilaire: Cantiques populaires, avec musique et avec supplément et addenda, 1882 und 1922